# Vedran Runje
Vedran Runje (Sinj, 1976. február 10. –) horvát válogatott labdarúgókapus.

## Sikerei, díjai
Beşiktaş
- Török kupagyőztes (1): 2006–07